# Дарувальник різдвяних подарунків

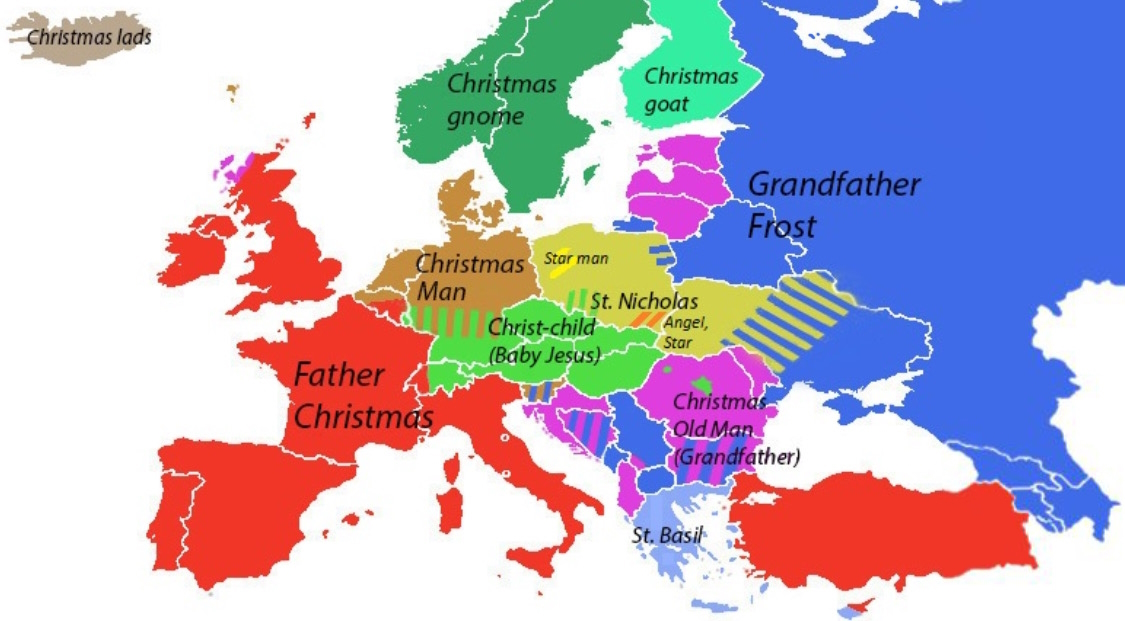
Різдвяні дарувальники в Європі

Ряд зимових або різдвяних традицій у європейському фольклорі передбачають принесення подарунків. Здебільшого залучаючи фігуру бородатого старця, традиції взаємно впливали одна на одну та переймали аспекти християнської агіографії ще до сучасного періоду. У Скандинавії це ельфоподібна фігура або тонтту, який приходить на свято (і іноді також приймає форму козла). У німецькомовній та латинській Європі воно стало асоціюватися з християнським святим Миколаєм. У деяких частинах Центральної Європи існує окрема традиція маленької дитини або казкової істоти, яка приносить подарунки, відома як Маленький Ісусик. У ранній сучасній Англії був Батько Різдво, персонаж, який спочатку асоціювався з бенкетами та гарним настроєм, хоча спочатку він не приносив подарунки.
З цих європейських традицій починаючи з 1820-х років розвинулась північноамериканська фігура Санта-Клауса. Американська постать, у свою чергу, мала значний вплив на різні європейські традиції протягом ХІХ і ХХ століть. В Англії, наприклад, у ХІХ столітті Батько Різдво поступово набув атрибутів американського Санта-Клауса, і з часом обидва персонажі стали нерозрізненими.

## Витоки

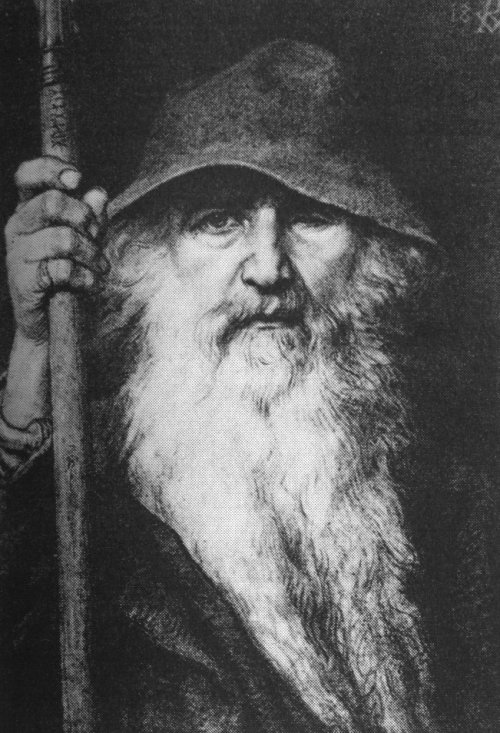
Зображення Одіна 1886 року Георга фон Розена.

Походження фігур християнських дарувальників у європейському фольклорі явно дохристиянське, точніше пов'язане зі святом Йоль (середзим'я) у германському язичництві, і часто пов'язане з фігурою Одіна (Воданаза), лідера Дикого Полювання під час Свята.
Із восьминогим конем Одіна в скандинавській міфології Слейпніром часто порівнюють північного оленя Санта-Клауса.
Якоб Грімм, вивчаючи німецьку міфологію, простежує загрозливих або страшних супутників Святого Миколая (таких як Крампус з австро-баварського діалектного регіону) до християнізованих версій домашніх духів (кобольдів, ельфів).
Після християнізації позитивний дарувальник середзим'я асоціювався з християнським Святим Миколаєм Мирлікійським, що жив у IV столітті. Ця асоціація відбувалася переважно на територіях Священної Римської імперії, включаючи німецькомовну Європу, Нідерланди, Чехію, Угорщину та Словенію. Основою цієї асоціації є те, що святий Миколай відзначався своїми щедрими подарунками бідним, зокрема подарував трьом збіднілим донькам благочестивого християнина посаг, щоб вони не ставали повіями.

## Європейський фольклор
У європейському фольклорі є численні традиції дарування різдвяних подарунків. Їх можна умовно класифікувати за варіаціями «старий чоловік» (Старий Зима, Батько Різдво) або «дитя» чи «дівча». «Старець» часто синкретизується з агіографічними переказами про святого Миколая та святого Василя.
У деяких країнах багато традицій можуть співіснувати. В Італії, наприклад, є Баббо Натале («Батько Різдво», місцева версія Санта-Клауса) і Бефанa, схожа на відьму стара жінка, яка їздить на мітлі та приносить цукерки напередодні Водохреща. У деяких районах Північної Італії (Бергамо, Брешія, Кремона, Лоді, Мантуя, Парма, П'яченца, Реджо-Емілія, Верона, Тренто, Удіне) є Санта-Лючія, покрита вуаллю сліпа стара жінка, яка 13 грудня приносить подарунки дітям, їдучи верхи на віслюку, який тягне віз у супроводі свого помічника Кастальдо або Кастальдона. В інших регіонах є Ісус Бамбіно («Дитя Ісус»), а в багатьох частинах Швейцарії та північно-східної Італії (на схід від річки П'яве) 6 грудня також відзначають Святого Миколая.